# هوس‌کاه
هوس‌کاه (انگلیسی: Antaphrodisiac) ماده‌ای است که میل جنسی را سرکوب یا کم می‌کند. هوس‌کاه معمولاً برای مهار بیش‌فعالی جنسی استفاده می‌ود و برعکس هوس‌افزای مایهٔ کاهش شهوت جنسی می‌شود.
بسیاری از مواد مخدر مانند هروئین، مشتقات تریاک، مرفین و هیدروکودون اثر هوس‌کاهی دارند. برخی داروهای شیمیایی مانند آندروژن‌ها از قبیل اسپیرونولاکتون یا فیناستراید و همچنین برخی داروهای ضد روان‌پریشی و بازدارنده‌های بازجذب سروتونین نیز هوس‌کاه هستند.

## مواد هوس‌کاه
اتانول و تنباکو از جمله هوس‌کاه‌های رایج هستند. اگرچه اغلب این اثر ناخواسته است و دلیل اصلی مصرف این مواد نیست. الکل در درجه اول برای کاهش مهارهای روانی انسان مصرف می‌شود، اما پژوهش‌ها نشان داده‌اند که مصرف الکل با گذشت زمان سبب کاهش فیزیکی برانگیختگی جنسی می‌شود و رسیدن به اوج لذت جنسی را دشوار می‌کند. به همین دلیل الکل یک هوس‌کاه به‌شمار می‌آید.
مواد افیونی که سبب کاهش درد می‌شوند و شامل مرفین، هروئین و هیدروکدون هستند، هوس‌کاه به‌شمار می‌روند.
برخی از داروهای ضدافسردگی می‌توانند هوس‌کاه باشد (مانند: سروتونین و برخی از داروهای ضدروان‌پریشی)؛ اگرچه هیچ‌کدام از این داروها به‌طور قظعی اثر هوس‌کاهی ندارند.
گاهی آنتی‌آندروژن‌هایی مانند سیپروترون استات و مدروکسی پروژسترون استات را برای مجرمان جنسی که آزادی مشروط دارند، تجویز می‌کنند تا از ارتکاب دوباره جرم توسط آن‌ها جلوگیری شود. اگرچه دوز بالای دارویی که در این چنین مواردی استفاده می‌شود باعث بروز عوارض جانبی بسیار شده و ممکن است بیماران از مصرف این داروها طبق نسخه پزشک خودداری کنند. اسپیرونولاکتون نیز که نوعی آنتی‌آندروژن است می‌تواند میل جنسی را کاهش دهد. استروژن می‌تواند با سرکوب تولید تستوسترون در بیضه‌های مردان، به عنوان یک هوس‌کاه عمل کند. یک پژوهش در سال ۲۰۰۴ میلادی نشان داد که شیرین‌بیان سبب کاهش تستوسترون در زنان سالم می‌شود. یک پژوهش در سال ۱۹۹۹ میلادی نشان داد که شیرین بیان تستوسترون مردان را نیز کاهش می‌دهد اما این نتایج در یک پژوهش دیگر تأیید نشد.

## فهرست هوس‌کاه‌های مورد قبول عامه
- پنج‌انگشت
- سداب[۳]
- Mashua
- بولدو